# Thomas Kristensen (football, 2002)
Pour les articles homonymes, voir Thomas Kristensen.
Thomas Kristensen, né le 17 janvier 2002 à Aarhus au Danemark, est un footballeur danois qui évolue au poste de défenseur central à l'Udinese Calcio.

## Biographie

### En club
Né à Aarhus au Danemark, Thomas Kristensen commence le football au Galten FS avant d'être formé par l'AGF Aarhus, club de sa ville natale, qu'il rejoint à l'âge de onze ans. Il rejoint l'AGF Aarhus en 2013, et y fait toute sa formation à l'exception d'un passage d'une année au Vejle BK de juillet 2017 à l'été 2018 avant de retourner à l'AGF. 
Il joue son premier match en professionnel le 16 mai 2021, lors d'une rencontre de championnat contre le FC Nordsjælland. Il entre en jeu à la place de Jesper Juelsgård et son équipe l'emporte par trois buts à un.
Le 1er décembre 2021, Thomas Kristensen prolonge son contrat avec l'AGF jusqu'en décembre 2026. Kristensen s'impose dans l'équipe première de l'AGF au cours de la saison 2021-2022 en prenant une place régulière et même de titulaire à partir du printemps. Il est l'une des satisfactions du club malgré la saison décevante de l'équipe, ce qui lui vaut l'intérêt de certains clubs mais il décide de poursuivre avec son club formateur.
Le 16 octobre 2022, Kristensen se fait remarquer lors d'une rencontre de championnat face au FC Nordsjælland en inscrivant un but en fin de match, permettant à son équipe d'obtenir le point du match nul (1-1 score final),.
Le 1er septembre 2023, Thomas Kristensen rejoint l'Italie afin de s'engager en faveur de l'Udinese Calcio. Il signe un contrat de cinq ans, soit jusqu'en juin 2028,.
Il fait sa première apparition sous ses nouvelles couleurs le 24 septembre 2023, lors d'une rencontre de championnat contre l'ACF Fiorentina. Il est titularisé et son équipe est battue (0-2 score final).
Kristensen commence la saison 2024-2025 comme il a terminé la précédente : en tant que titulaire. Il se blesse toutefois au mollet fin septembre 2024 et est absent pour plus d'un mois. Il fait son retour début novembre et retrouve sa place.

### En sélection
Thomas Kristensen commence sa carrière internationale avec l'équipe du Danemark des moins de 18 ans. Il joue un seul match avec cette sélection, le 26 février 2020 contre l'Espagne. Il est titularisé lors de cette rencontre perdue par son équipe (2-1 score final).
Il joue également avec les moins de 19 ans, jouant au total deux matchs avec cette sélection en 2020.
Thomas Kristensen joue son premier match avec l'équipe du Danemark espoirs, contre la Turquie le 14 juin 2022. Il entre en jeu et son équipe l'emporte par trois buts à deux.

## Statistiques
| Saison                | Club                  | Championnat           | Championnat | Championnat | Coupe(s) nationale(s) | Coupe(s) nationale(s) | Compétition(s) continentale(s) | Compétition(s) continentale(s) | Compétition(s) continentale(s) | Play-offs | Play-offs | Total | Total |
| Saison                | Club                  | Division              | M.          | B.          | M.                    | B.                    | Comp.                          | M.                             | B.                             | M.        | B.        | M.    | B.    |
| 2020-2021             | AGF Aarhus            | Superligaen           | 2           | 0           | -                     | -                     | C3                             | -                              | -                              | 1         | 0         | 3     | 0     |
| 2021-2022             | AGF Aarhus            | Superligaen           | 11          | 0           | 1                     | 1                     | C4                             | 1                              | 0                              | -         | -         | 13    | 1     |
| 2022-2023             | AGF Aarhus            | Superligaen           | 20          | 1           | 2                     | 0                     | -                              | -                              | -                              | -         | -         | 22    | 1     |
| 2023-2024             | AGF Aarhus            | Superligaen           | 6           | 0           | -                     | -                     | C4                             | 3                              | 0                              | -         | -         | 9     | 0     |
| Sous-total            | Sous-total            | Sous-total            | 39          | 1           | 3                     | 1                     | -                              | 3                              | 0                              | 1         | 0         | 46    | 2     |
| 2023-2024             | Udinese Calcio        | Serie A               | 26          | 0           | -                     | -                     | -                              | -                              | -                              | -         | -         | 26    | 0     |
| 2024-2025             | Udinese Calcio        | Serie A               | 15          | 0           | -                     | -                     | -                              | -                              | -                              | -         | -         | 15    | 0     |
| Sous-total            | Sous-total            | Sous-total            | 41          | 0           | -                     | -                     | -                              | -                              | -                              | -         | -         | 41    | 0     |
| Total sur la carrière | Total sur la carrière | Total sur la carrière | 80          | 1           | 3                     | 1                     | -                              | 3                              | 0                              | 1         | 0         | 87    | 2     |